# 21e division SS Skanderbeg
La 21e division SS « Skanderbeg » ou la division « Skanderbeg » (appellation allemande complète : la 21. Waffen-Gebirgs-Division der SS « Skanderbeg » (albanische Nr. 1) ; traduction littérale : la « 21e division de montagne de la Waffen-SS « Skanderbeg » (albanaise no 1) ») est l'une des 38 divisions de la Waffen-SS durant la Seconde Guerre mondiale.
Elle est créée sur ordre de Heinrich Himmler en mars 1944, à l'instigation du mufti de Jérusalem, Hadj Amin al-Husseini, et nommée ainsi en hommage au héros national albanais Gjergj Kastriot Skanderbeg.
La division est créée à partir d'un bataillon d'Albanais ethniques qui ont combattu des partisans yougoslaves dans l'Est de la Bosnie alors qu'ils appartenaient à la 13e division SS « Handschar ».

## Histoire

### Contexte
Le 7 avril 1939, cinq mois avant le début de la Seconde Guerre mondiale, le royaume d'Italie envahit l'Albanie. Le pays est envahi en cinq jours et le roi d'Italie Victor Emmanuel III accepte la couronne offerte par le Parlement d'Albanie. L'Armée albanaise est incorporée à l'Armée royale italienne et un vice-roi est nommé pour administrer le pays en tant que protectorat. À la suite de l'invasion de la Yougoslavie par les puissances de l'Axe invasion de la Yougoslavie le 6 avril 1941, L'Albanie italienne est agrandie pour inclure les parties adjacentes du royaume de Yougoslavie incorporées principalement à partir des banovinas (subdivisions régionales) de Vardar et Morava. La majeure partie du Kosovo est annexée à l'Albanie et, au début, les Albanais qui y vivaient ont accueilli avec enthousiasme l'occupation italienne. Certains Albanais du Kosovo suggèrent même que les Albanais sont des Aryens d'héritage Illyriens". Bien qu'officiellement sous domination italienne, les Albanais du Kosovo se voient confier le contrôle de la région et sont encouragés à ouvrir des écoles albanaise. qui sont par la suite interdites par le gouvernement yougoslave. Les Italiens accordent également aux habitants la citoyenneté albanaise et les autorisent à arborer le drapeau albanais. L'armée royale italienne expulse la plupart des Serbes et des Monténégrins qui se sont installés au Kosovo pendant l'entre-deux-guerres. Les Albanais du Kosovo méprisent les Serbes pour l'oppression qu'ils ont subie de leur part pendant les Guerres balkaniques, la Première Guerre mondiale et sous le régime yougoslave. Ils ont profité de leur nouvelle situation pour attaquer leurs voisins serbes et brûler les maisons de 30 000 colons serbes et monténégrins.
L'Albanie est restée occupée par l'Italie jusqu'à sa reddition aux Alliés en septembre 1943.
En août de la même année, face à l'effondrement imminent de l'armée italienne, l'Allemagne nazie déploie la deuxième armée de Panzer dans les Balkans pour reprendre les régions précédemment occupées par l'Italie. L'une des régions italiennes saisies par les Allemands est l'Albanie, où le XXIe Corps de montagne du Generaloberst,. La 2e armée de Panzer de Lothar Rendulic est déployée. Un général plénipotentiaire de la Wehrmacht et un représentant spécial de Heinrich Himmler, SS-Brigadeführer und Generalmajor der Waffen-SS und Polizei  et Josef Fitzthum, sont tous deux basés dans la capitale albanaise de Tirana,. Les Allemands prirent le contrôle de toutes les forces albanaises qui avaient collaboré avec les Italiens avant leur capitulation, y compris le Balli Kombëtar, une milice anti-communiste et nationaliste. Les Allemands renforcent l'armée et la gendarmerie albanaises, mais se rendent compte rapidement que ces troupes ne sont pas fiables. Cette année-là, un certain nombre d'Albanais du Kosovo et de la région de Sandžak sont recrutés dans la 13e division, une division de la Waffen-SS composée en grande partie de musulmans bosniaques et de Croates avec des officiers allemands pour la plupart, qui opère dans l' État indépendant de Croatie (croate : Nezavisna Država Hrvatska, NDH). L'un des principaux recruteurs d'Albanais pour la Waffen-SS estt le SS-Standartenführer  Karl von Kremple,. Pendant environ six mois, la division comprend un millier d'Albanais du Kosovo et du Sandžak qui forment le 1er bataillon du 2e régiment (I/2), qui deviendra plus tard le 1er bataillon du 28e régiment (I/28),,. La division a ensuite recruté 500 autres hommes du Sandžak. Le Mufti de Jérusalem, Haj Amin al-Husseini aide à organiser et à recruter des musulmans dans la Waffen-SS et d'autres unités,. Le mufti s'est également rendu sur place pour bénir et inspecter la 13e division SS, au cours de laquelle il utilise le salut nazi,.
La formation d'une division albanaise de la Waffen-SS est une idée de Fitzthum, à laquelle s'opposaient Hermann Neubacher, ainsi que le chef du bureau du Reich SS-Obergruppenführer und General der Polizei,. cependant le gouvernement albanais soutient l'idée ; face aux difficultés croissantes, Himmler change d'avis et, en février 1944, l'idée reçoit l'approbation d'Adolf Hitler.

### Formation
En février 1944, Hitler approuve la création d'une division albanaise de Waffen-SS qui ne doit servir qu'à l'intérieur du Kosovo, et qui est destinée à protéger les Albanais de souche tout en restant sous le contrôle allemand. Elle devait être l'une des trois divisions musulmanes de la Waffen-SS servant dans les Balkans, les deux autres étant la 13e division SS et la 23e division de montagne de la SS Kama,. L'objectif de Himmler est d'étendre le recrutement de la Waffen-SS dans les Balkans et de former deux corps de deux divisions chacun, un corps devant opérer dans la région de Bosnie dans la Croatie et l'autre en Albanie. Ces corps seront ensuite combinés avec les Volksdeutsche formeront ensemble une armée des Balkans composée de cinq divisions.
En mars 1944, Bedri Pejani, président de la Seconde Ligue de Prizren, une organisation créée après la capitulation italiens pour défendre les des Albanais du Kosovo, pour combattre la Yougoslavie et les Albanais partisans. Pejani demande aux dirigeants allemands de donner aux Albanais des équipements et des fournitures pour lutter contre l'insurrection communiste, et demande l'expansion des frontières de l'État fantoche allemand d'Albanie aux dépens du Territoire occupé par l'Allemagne en Serbie et du Territoire occupé par l'Allemagne au Monténégro, Ces demandes n'ont pas été satisfaites,. Néanmoins, en avril 1944, Himmler ordonne la création de la nouvelle division de volontaires albanais que Hitler avait autorisée au préalable. Elle fut ensuite baptisée du nom du guerrier albanais médiéval Skanderbeg. À ce stade, les Allemands et certains membres du gouvernement fantoche albanais estimaient qu'environ 50 000 Albanais peuvent être recrutés pour rejoindre les Waffen-SS. Les Allemands ont initialement envisagé une force de 10 000 à 12 000 hommes pour la division SS albanaise. Himmler voit dans les Albanais musulmans une source potentielle de main-d'œuvre dans la guerre de l'Allemagne contre les Partisans yougoslaves, qui rencontrent d'importantes difficultés à recruter des Albanais pour rejoindre leurs rangs,.

## Caractéristiques
- Création : avril 1944

- Origine : seconde grande unité musulmane, elle recruta jusqu’en septembre 6500 Albanais du Kosovo.

Son nom provient du héros national albanais qui au XVe siècle sut conquérir par les armes une indépendance éphémère contre les Turcs.
- Croix de Fer obtenue : 0

- Emblème : l’aigle bicéphale d’Albanie

- Commandant : Oberführer Schmidhuber

- Terrains d’opérations : Monténégro, Sandjak et sud de la Serbie contre les partisans de Tito. Devenue un simple Kampfgruppe, ses membres se battent encore en Bosnie en 1944-1945 au sein de la division « Prinz Eugen » et sur le front de l'Oder en mars 1945 au sud de Stettin.